# پت وارسالونا
پت وارسالونا (انگلیسی: Pat Varsallona؛ زادهٔ) بازیکن فوتبال اهل ایتالیا است.